# Kasabian (álbum)
Kasabian es el álbum debut homónimo de la banda Británica de rock alternativo Kasabian, lanzado en septiembre de 2004. Se lanzaron cuatro sencillos para promocionar el álbum.

## Lista de canciones
1. "Club Foot" (Meighan, Pizzorno, Karloff) – 3:34
2. "Processed Beats" (Meighan, Pizzorno, Karloff, Edwards, Matthews) – 3:08
3. "Reason Is Treason" (Meighan, Pizzorno, Karloff, Glover) – 4:35
4. "I.D." (Meighan, Pizzorno, Karloff, Edwards) – 4:47
5. "Orange" – 0:46 .
6. "L.S.F. (Lost Souls Forever)" (Meighan, Pizzorno, Karloff, Edwards, Martin) – 3:17
7. "Running Battle" (Meighan, Pizzorno, Karloff, Edwards) – 4:15
8. "Test Transmission" (Pizzorno, Karloff, Glover) – 3:55
9. "Pinch Roller" – 1:13
10. "Cutt Off" (Meighan, Pizzorno, Karloff, Edwards, Martin) – 4:38
11. "Butcher Blues" (Meighan, Pizzorno, Karloff, Edwards, Matthews) – 4:28
12. "Ovary Stripe" – 3:50
13. "U Boat" (Pizzorno, Karloff, Edwards) – 10:51*

- Nota: "U Boat" contiene el hidden track, "Reason Is Treason (Jacknife Lee Mix)". La duración indicada es solamente de "U Boat", incluyendo la diferencia y el hidden track (que comienza en 7:05).
- Nota: "Orange", "Pinch Roller" y "Ovary Stripe" no fueron incluidas en el lanzamiento original en Estados Unidos, pero fueron más tarde incluidas en un relanzamiento en 2005.

## Personal
- Tom Meighan - voz principal (excepto en "Test Transmission" y "U-Boat")
- Sergio Pizzorno - guitarra rítmica, voz secundaria, sintetizadores, voz principal (en "Test Transmission" y "U-Boat")
- Christopher Karloff - guitarra principal, sintetizadores, omnichord, bajo (en "Club Foot", "Reason Is Treason" y "Test Transmission")
- Chris Edwards - bajo (en todas las canciones excepto en "Club Foot", "Reason Is Treason" y "Test Transmission")
- Ian Matthews - batería (en "Processed Beats" y "Butcher Blues")
- Ryan Glover - batería (en "Reason Is Treason" y "Test Transmission")
- Daniel Ralph Martin - batería (en "Lost Souls Forever" y "Cutt Off")

## Charts
| Chart (2004)             | Posición peak |
| ------------------------ | ------------- |
| UK Albums Chart          | 4             |
| French Albums Chart      | 70            |
| Irish Albums Chart       | 22            |
| Japan Albums Chart       | 17            |
| Netherlands Albums Chart | 72            |
| Billboard 200            | 94            |